# Glenea albovittata
Glenea albovittata là một loài bọ cánh cứng trong họ Cerambycidae.